# ニシキエース (1971年生)
ニシキエースとは日本の競走馬、種牡馬である。

## 経歴
- 馬齢は当時の表記とする。

### 3歳-4歳
1971年5月10日、北海道静内郡静内町（当時）の塚尾牧場にて出生。その後、東京競馬場の森安弘昭厩舎へ入厩する。
1973年10月13日、東京競馬場でのサラ3歳新馬戦（芝1,200メートル）に出走し、デビュー。森安重勝が騎乗して5着であった。その1週間後の10月21日に連闘でサラ3歳新馬戦（芝1,200メートル）に出走して初勝利を挙げる。
その後、200万下条件戦を勝ったあと、12月16日の中山競馬場でのひいらぎ賞に出走し、5着。このレースの勝ち馬がのちの東京優駿（日本ダービー）優勝馬となるコーネルランサーであった。
明け4歳となった1974年、3月9日の中山競馬場でのサラ4歳オープン戦に出走する。このときに小林常泰に鞍上が変更となる。このオープン戦を勝ち、次戦のオープン戦も勝って第34回皐月賞へ出走。しかしこの年4月の厩務員ストライキの影響で皐月賞が5月3日の東京競馬場開催となるなどの日程の混乱から調整がうまく行かず、キタノカチドキの5着と敗れた。
皐月賞のあと、第41回東京優駿に出走、ハナに立ってレースを引っ張るも、2,400メートルという距離が長すぎたためか、途中で息切れし14着と終わる。
東京優駿のあと、距離適性を考慮して短距離・中距離路線を選択したニシキエースは秋の緒戦として10月6日の第8回スプリンターズステークス（中山競馬場、当時はGI競走ではない）に出走、単勝1番人気に支持されたがサクライワイの5着と敗れた。続く11月17日のダービー卿チャレンジトロフィー（東京競馬場、芝1,800メートル）に出走、支持は9番人気という低いものだったが、10番人気で優勝したザオーリュウジンの2着に入り、当時の枠番連勝複式馬券3万円以上の大穴となる波乱の立役者となった。
4歳の最後は、12月8日の中京競馬場での第10回CBC賞に出走、1番人気で2着となり、前走の結果がフロックでないことを証明する形となった。

### 5歳-8歳
故障のため5歳の年は1年間休養し、明け6歳となった1976年、4歳時のCBC賞以来となる復帰戦として2月15日、東京競馬場でのアメジストステークス（オープン特別、ダート1,700メートル）を選び、鞍上もデビュー時の森安重勝に戻ってレースに出走した。過去一度も走ったことがないダートのレースであったが、ヤマブキオーの15着と敗れる。
しかし2月29日の中山競馬場でのサラ5歳上オープン競走（芝1,600メートル）で約2年ぶりの勝利を挙げ、6月13日には第26回安田記念（東京競馬場、当時はGI競走ではない）で重賞初制覇を飾る。
その後は夏の新潟競馬場へ遠征し、BSN杯（芝1,600メートル）、第11回関屋記念（芝1,600メートル）といずれも1番人気で連勝する。その年の暮れには第26回クモハタ記念で60キログラムの負担重量を背負って2着となり、第12回CBC賞では4着と芝コースでは掲示板（5着以内）を外れない安定したレースを見せた。
その後ニシキエースは8歳まで走り、1978年5月21日の新潟ステークスに勝利するなど気を吐き、10月1日の福島民報杯7着を最後に現役を引退した。

### 引退後
引退後のニシキエースは種牡馬となったが、これといった活躍馬は出せずに終わった。

## 血統表
| ニシキエースの血統（オーム系 / Fair Trial 4×4=12.50%、Solario 5×5=6.25%（父内）） | ニシキエースの血統（オーム系 / Fair Trial 4×4=12.50%、Solario 5×5=6.25%（父内）） | ニシキエースの血統（オーム系 / Fair Trial 4×4=12.50%、Solario 5×5=6.25%（父内）） | （血統表の出典）    | （血統表の出典） |
| 父 *サミーデイヴィス Sammy Davis 1960 黒鹿毛                                      | 父の父Whistler 1950 栗毛                                                          | Panorama                                                                          | Sir Cosmo           | Sir Cosmo        |
| 父 *サミーデイヴィス Sammy Davis 1960 黒鹿毛                                      | 父の父Whistler 1950 栗毛                                                          | Panorama                                                                          | Happy Climax        |                  |
| 父 *サミーデイヴィス Sammy Davis 1960 黒鹿毛                                      | 父の父Whistler 1950 栗毛                                                          | Farthing Damages                                                                  | Fair Trial          | Fair Trial       |
| 父 *サミーデイヴィス Sammy Davis 1960 黒鹿毛                                      | 父の父Whistler 1950 栗毛                                                          | Farthing Damages                                                                  | Futility            |                  |
| 父 *サミーデイヴィス Sammy Davis 1960 黒鹿毛                                      | 父の母Samaria 1955 黒鹿毛                                                         | Migoli                                                                            | Bois Rossel         | Bois Rossel      |
| 父 *サミーデイヴィス Sammy Davis 1960 黒鹿毛                                      | 父の母Samaria 1955 黒鹿毛                                                         | Migoli                                                                            | Mah Iran            |                  |
| 父 *サミーデイヴィス Sammy Davis 1960 黒鹿毛                                      | 父の母Samaria 1955 黒鹿毛                                                         | Sarie                                                                             | Nearco              | Nearco           |
| 父 *サミーデイヴィス Sammy Davis 1960 黒鹿毛                                      | 父の母Samaria 1955 黒鹿毛                                                         | Sarie                                                                             | Gold Mary           |                  |
| 母 セブンダブル 1966 栗毛                                                         | 母の父ヘリオス 1957 栗毛                                                          | *ブツフラー                                                                       | Prince Chevalier    | Prince Chevalier |
| 母 セブンダブル 1966 栗毛                                                         | 母の父ヘリオス 1957 栗毛                                                          | *ブツフラー                                                                       | Monsoon             |                  |
| 母 セブンダブル 1966 栗毛                                                         | 母の父ヘリオス 1957 栗毛                                                          | *ミスハイペリオン                                                                 | Khaled              | Khaled           |
| 母 セブンダブル 1966 栗毛                                                         | 母の父ヘリオス 1957 栗毛                                                          | *ミスハイペリオン                                                                 | Mad Jose            |                  |
| 母 セブンダブル 1966 栗毛                                                         | 母の母*シーバーム 1950 栗毛                                                       | Fair Truckle                                                                      | Fair Trial          | Fair Trial       |
| 母 セブンダブル 1966 栗毛                                                         | 母の母*シーバーム 1950 栗毛                                                       | Fair Truckle                                                                      | Truckle             |                  |
| 母 セブンダブル 1966 栗毛                                                         | 母の母*シーバーム 1950 栗毛                                                       | Sea Tide                                                                          | Seabiscuit          | Seabiscuit       |
| 母 セブンダブル 1966 栗毛                                                         | 母の母*シーバーム 1950 栗毛                                                       | Sea Tide                                                                          | Joan Orpen F-No.2-i |                  |